# Pokornyella
Pokornyella es un género de foraminífero bentónico considerado homónimo posterior de Pokornyella Oertli, 1956, y sustituido por Pokorneyellina, el cual es considerado a su vez un sinónimo posterior de Arnaudiella de la subfamilia Lepidorbitoidinae, de la familia Lepidorbitoididae, de la superfamilia Orbitoidoidea, del suborden Rotaliina y del orden Rotaliida. Su especie tipo era Siderina douvillei. Su rango cronoestratigráfico abarcaba el Campaniense.

## Clasificación
Pokornyella incluía a la siguiente especie:
- Pokornyella douvillei †, aceptado como Arnaudiella grossouvrei